# Hans Willem van Camstra

Wapen van Hans Willem van Camstra

Hans Willem van Camstra (1687-1761) was kolonel-commandant van het Infanterie Regiment 633a van de garnizoenen Bredevoort, Doesburg, Doetinchem, Groenlo, Lochem, Zutphen, grietman van Idaarderadeel, drost en richter van de heerlijkheid Bredevoort, daarna lid van de Gedeputeerde Staten van Friesland

## Biografie
Hans Willem is zoon van Tjalling Homme van Camstra en van Juliana Agatha van Aylva. Op zijn 25e jaar is hij al leger-kapitein. In 1721 bevorderd tot luitenant-kolonel. In 1742 werd hij grietman van Idaarderadeel nadat hij het leger had verlaten. Op 31 december 1749 werd hij benoemd tot drost en richter van Bredevoort welke taak hij naast die van grietman van Idaarderadeel uitvoerde. Als verwalter-drost werd in 1751 Benjamin Satink aangesteld, die daarvoor de helft van de rechtskosten en ontvangen boetes ontving. De dienstgelden gingen echter volledig naar Hans Willem van Camstra. 
Camstra genoot zeer veel aanzien bij de vorsten van het huis van Oranje-Nassau, onder zijn nagelaten papieren bevonden zich nog twee handgeschreven brieven aan hem gericht. Hij overleed op 2 april 1761, hij was nooit getrouwd geweest, en was de laatste telg van zijn geslacht.

### Moord
Toen hij kapitein in het garnizoen van Venlo was heeft hij in een dronken bui ene Herman Sikkes doodgestoken. Sikkes had Camstra voor een val in het water willen behoeden en hem in zijn boot willen helpen. De weduwe verklaarde in een notariële akte dat zij nimmer actie of aanklacht tegen Camstra zou indienen. Vermoedelijk heeft hij haar daartoe gedwongen. Camstra werd op 14 november 1714 door de krijgsraad vrijgesproken, en werd veroordeeld tot het betalen van 100 rijksdaalders boete aan de Hervormde Diaconie ten bate voor de armen van de stad.